# Agios Stéfanos Avliotón
Agios Stéfanos Avliotón (Agios Stefanos Avlioton) är en ort i Grekland.   Den ligger i prefekturen Nomós Kerkýras och regionen Joniska öarna, i den västra delen av landet, 400 km nordväst om huvudstaden Aten. Agios Stéfanos Avliotón ligger 52 meter över havet och antalet invånare är 176. Den ligger på ön Korfu.
Terrängen runt Agios Stéfanos Avliotón är platt åt nordost, men åt sydost är den kuperad. Havet är nära Agios Stéfanos Avliotón västerut. Runt Agios Stéfanos Avliotón är det ganska tätbefolkat, med 111 invånare per kvadratkilometer. Närmaste större samhälle är Agios Georgis, 5,9 km sydost om Agios Stéfanos Avliotón. 